# BiCMOS

Блок схема процессора, поблочно использующего BiCMOS

BiCMOS (англ. bipolar complementary metal oxide semiconductor, БиКМОП) — технология изготовления интегральных микросхем с использованием биполярных и КМОП-транзисторов на одном кристалле. Технология позволяет создавать уникальные изделия, имеющие в своём составе цифровые и аналоговые схемы, объединяя достоинства различных типов транзисторов. В последнее время технология получила распространение в микросхемах питания, например, в стабилизаторах напряжения.
Особым направлением являются микросхемы, у которых логические элементы выполнены по КМОП-технологии, а выходные каскады — на биполярных элементах. Это позволяет избежать существенного недостатка схем на КМОП-элементах — больших сквозных токов в момент переключения из нулевого состояния в единичное. Такие токи приводят к возникновению мощных импульсных помех, что ограничивает применение этих микросхем в радиотехнических устройствах. Применение технологии BiCMOS позволяет объединить преимущества как МОП-, так и ТТЛ-технологий, избежав при этом их недостатков.
Примеры: серии 74BCT, 74ABT — логические элементы.